# Skalná
Skalná (niem. Wildstein) – miasto w Czechach, w kraju karlowarskim, w pobliżu granicy z Niemcami.

## Demografia
| Rok             | 1970 | 1980 | 1991 | 2001 | 2003 | 2008 |
| --------------- | ---- | ---- | ---- | ---- | ---- | ---- |
| Liczba ludności | 1839 | 1708 | 1563 | 1668 | 1766 | 1950 |

Źródło: Czeski Urząd Statystyczny

## Miasta partnerskie
- Neusorg